# Lista över fornlämningar i Ulricehamns kommun (Marbäck)
Lista över fornlämningar i Ulricehamns kommun (Marbäck) är en förteckning av ett urval av de fornlämningar som finns i Marbäck i Ulricehamns kommun.
| Namn          | Lämningstyp                 | Tillkomsttid | Historisk indelning    | Plats | Läge                 | ID-nr          | Bild                                 |
| ------------- | --------------------------- | ------------ | ---------------------- | ----- | -------------------- | -------------- | ------------------------------------ |
| Marbäck 1:1   | Röse                        |              | Marbäck, Västergötland |       | 57.746592, 13.401616 | 10173200010001 | Ladda upp en bild av detta fornminne |
| Marbäck 3:1   | Stensättning                |              | Marbäck, Västergötland |       | 57.752963, 13.413250 | 10173200030001 | Ladda upp en bild av detta fornminne |
| Marbäck 4:1   | Röse                        |              | Marbäck, Västergötland |       | 57.750325, 13.410762 | 10173200040001 | Ladda upp en bild av detta fornminne |
| Marbäck 4:2   | Röse                        |              | Marbäck, Västergötland |       | 57.750639, 13.411120 | 10173200040002 | Ladda upp en bild av detta fornminne |
| Marbäck 5:1   | Röse                        |              | Marbäck, Västergötland |       | 57.749194, 13.410177 | 10173200050001 | Ladda upp en bild av detta fornminne |
| Marbäck 5:2   | Stensättning                |              | Marbäck, Västergötland |       | 57.749476, 13.410309 | 10173200050002 | Ladda upp en bild av detta fornminne |
| Marbäck 6:1   | Röse                        |              | Marbäck, Västergötland |       | 57.748458, 13.410056 | 10173200060001 | Ladda upp en bild av detta fornminne |
| Marbäck 7:1   | Röse                        |              | Marbäck, Västergötland |       | 57.748823, 13.410963 | 10173200070001 | Ladda upp en bild av detta fornminne |
| Marbäck 8:1   | Grav markerad av sten/block |              | Marbäck, Västergötland |       | 57.727532, 13.470037 | 10173200080001 | Ladda upp en bild av detta fornminne |
| Marbäck 9:1   | Röse                        |              | Marbäck, Västergötland |       | 57.721163, 13.430348 | 10173200090001 | Ladda upp en bild av detta fornminne |
| Marbäck 9:2   | Röse                        |              | Marbäck, Västergötland |       | 57.721267, 13.430441 | 10173200090002 | Ladda upp en bild av detta fornminne |
| Marbäck 10:1  | Röse                        |              | Marbäck, Västergötland |       | 57.748626, 13.462798 | 10173200100001 | Ladda upp en bild av detta fornminne |
| Marbäck 10:2  | Grav markerad av sten/block |              | Marbäck, Västergötland |       | 57.748524, 13.462675 | 10173200100002 | Ladda upp en bild av detta fornminne |
| Marbäck 10:3  | Grav markerad av sten/block |              | Marbäck, Västergötland |       | 57.748460, 13.462596 | 10173200100003 | Ladda upp en bild av detta fornminne |
| Marbäck 14:1  | Stensättning                |              | Marbäck, Västergötland |       | 57.749152, 13.463582 | 10173200140001 | Ladda upp en bild av detta fornminne |
| Marbäck 15:1  | Röse                        |              | Marbäck, Västergötland |       | 57.747847, 13.409399 | 10173200150001 | Ladda upp en bild av detta fornminne |
| Marbäck 15:2  | Stensättning                |              | Marbäck, Västergötland |       | 57.747970, 13.409247 | 10173200150002 | Ladda upp en bild av detta fornminne |
| Marbäck 15:3  | Stensättning                |              | Marbäck, Västergötland |       | 57.748028, 13.408986 | 10173200150003 | Ladda upp en bild av detta fornminne |
| Marbäck 16:1  | Stensättning                |              | Marbäck, Västergötland |       | 57.747261, 13.409272 | 10173200160001 | Ladda upp en bild av detta fornminne |
| Marbäck 17:1  | Röse                        |              | Marbäck, Västergötland |       | 57.728713, 13.432876 | 10173200170001 | Ladda upp en bild av detta fornminne |
| Marbäck 17:2  | Röse                        |              | Marbäck, Västergötland |       | 57.729064, 13.432699 | 10173200170002 | Ladda upp en bild av detta fornminne |
| Marbäck 18:1  | Stenkammargrav              |              | Marbäck, Västergötland |       | 57.729649, 13.444340 | 10173200180001 | Ladda upp en bild av detta fornminne |
| Marbäck 19:1  | Röse                        |              | Marbäck, Västergötland |       | 57.730597, 13.453018 | 10173200190001 | Ladda upp en bild av detta fornminne |
| Marbäck 19:2  | Hällristning                |              | Marbäck, Västergötland |       | 57.730553, 13.453181 | 10173200190002 | Ladda upp en bild av detta fornminne |
| Marbäck 20:1  | Röse                        |              | Marbäck, Västergötland |       | 57.732105, 13.433775 | 10173200200001 | Ladda upp en bild av detta fornminne |
| Marbäck 22:1  | Röse                        |              | Marbäck, Västergötland |       | 57.736335, 13.415937 | 10173200220001 | Ladda upp en bild av detta fornminne |
| Marbäck 22:2  | Röse                        |              | Marbäck, Västergötland |       | 57.736139, 13.416115 | 10173200220002 | Ladda upp en bild av detta fornminne |
| Marbäck 23:1  | Röse                        |              | Marbäck, Västergötland |       | 57.760397, 13.419007 | 10173200230001 | Ladda upp en bild av detta fornminne |
| Marbäck 23:2  | Röse                        |              | Marbäck, Västergötland |       | 57.760168, 13.418753 | 10173200230002 | Ladda upp en bild av detta fornminne |
| Marbäck 24:1  | Röse                        |              | Marbäck, Västergötland |       | 57.760302, 13.416664 | 10173200240001 | Ladda upp en bild av detta fornminne |
| Marbäck 25:1  | Röse                        |              | Marbäck, Västergötland |       | 57.732910, 13.419778 | 10173200250001 | Ladda upp en bild av detta fornminne |
| Marbäck 27:2  | Röse                        |              | Marbäck, Västergötland |       | 57.732794, 13.421646 | 10173200270002 | Ladda upp en bild av detta fornminne |
| Marbäck 28:1  | Röse                        |              | Marbäck, Västergötland |       | 57.734066, 13.417291 | 10173200280001 | Ladda upp en bild av detta fornminne |
| Marbäck 28:2  | Röse                        |              | Marbäck, Västergötland |       | 57.734429, 13.418009 | 10173200280002 | Ladda upp en bild av detta fornminne |
| Marbäck 29:1  | Röse                        |              | Marbäck, Västergötland |       | 57.735051, 13.417433 | 10173200290001 | Ladda upp en bild av detta fornminne |
| Marbäck 29:2  | Röse                        |              | Marbäck, Västergötland |       | 57.735380, 13.418154 | 10173200290002 | Ladda upp en bild av detta fornminne |
| Marbäck 30:1  | Stensättning                |              | Marbäck, Västergötland |       | 57.724341, 13.432330 | 10173200300001 | Ladda upp en bild av detta fornminne |
| Marbäck 30:2  | Stensättning                |              | Marbäck, Västergötland |       | 57.724264, 13.432465 | 10173200300002 | Ladda upp en bild av detta fornminne |
| Marbäck 31:1  | Röse                        |              | Marbäck, Västergötland |       | 57.734463, 13.419447 | 10173200310001 | Ladda upp en bild av detta fornminne |
| Marbäck 32:1  | Röse                        |              | Marbäck, Västergötland |       | 57.736843, 13.416794 | 10173200320001 | Ladda upp en bild av detta fornminne |
| Marbäck 32:2  | Röse                        |              | Marbäck, Västergötland |       | 57.736955, 13.416937 | 10173200320002 | Ladda upp en bild av detta fornminne |
| Marbäck 32:3  | Röse                        |              | Marbäck, Västergötland |       | 57.737114, 13.417088 | 10173200320003 | Ladda upp en bild av detta fornminne |
| Marbäck 33:1  | Röse                        |              | Marbäck, Västergötland |       | 57.736428, 13.413638 | 10173200330001 | Ladda upp en bild av detta fornminne |
| Marbäck 45:1  | Stensättning                |              | Marbäck, Västergötland |       | 57.730939, 13.432284 | 10173200450001 | Ladda upp en bild av detta fornminne |
| Marbäck 48:1  | Stensättning                |              | Marbäck, Västergötland |       | 57.729063, 13.413641 | 10173200480001 | Ladda upp en bild av detta fornminne |
| Marbäck 77:1  | Stensättning                |              | Marbäck, Västergötland |       | 57.760386, 13.398700 | 10173200770001 | Ladda upp en bild av detta fornminne |
| Marbäck 109:1 | Hällristning                |              | Marbäck, Västergötland |       | 57.736079, 13.441434 | 10173201090001 | Ladda upp en bild av detta fornminne |
| Marbäck 111:1 | Hällristning                |              | Marbäck, Västergötland |       | 57.729226, 13.481224 | 10173201110001 | Ladda upp en bild av detta fornminne |
| Marbäck 111:2 | Stensättning                |              | Marbäck, Västergötland |       | 57.729032, 13.480798 | 10173201110002 | Ladda upp en bild av detta fornminne |